# Classe John Lewis
La classe John Lewis est une classe de pétroliers ravitailleurs de l'US Navy. La construction débute en 2018. Cette classe doit comprendre 20 unités exploitées par le Military Sealift Command. Ces navires sont conçus pour fournir un ravitaillement en carburant et en diverses cargaisons sèches aux Carrier strike group et Amphibious ready group de la marine américaine.

## Histoire
Le 30 juin 2016, National Steel and Shipbuilding Company (NASSCO) obtient la conception et la construction de six pétroliers ravitailleurs de la classe John Lewis. NASSCO commence la construction de la première unité, l'USNS John Lewis, le 20 septembre 2018, la seconde débute, l'USNS Harvey Milk , débute le 3 septembre 2020. En janvier 2020, la livraison du premier navire est annoncée avoir pris du retard (juin 2021 au lieu de novembre 2020), en raison de retards dans la livraison d'engins et de l'inondation d'une cale sèche.
En 2022, le contrat est modifié pour ajouter trois pétroliers supplémentaires (T-AO 211 – 213). Le 13 septembre 2024, NASSCO annonce avoir reçu un contrat d'achat en bloc de la part de la marine américaine pour la construction de huit pétroliers ravitailleurs supplémentaires (T-AO 214 à 221)[réf. nécessaire]. Le dixième navire, et le premier dans le cadre du nouveau contrat, a été attribué pour 780 millions de dollars américains.

## Noms des navires
Le premier navire porte le nom de John Lewis, politicien américain et leader des droits civiques. Les unités suivantes porteront les noms d'éminents leaders et militants des droits civiques.

## Liste des navires
| Navires             | Identifiant | Origine du nom      | Quille posée     | Lancement       | Statut                     | Références |
| ------------------- | ----------- | ------------------- | ---------------- | --------------- | -------------------------- | ---------- |
| John Lewis          | T-AO-205    | John Lewis          | 13 mai 2019      | 12 janvier 2021 | Actif                      | ,          |
| Harvey Milk         | T-AO-206    | Harvey Milk         | 3 septembre 2020 | 6 novembre 2021 | Baptisé le 6 novembre 2021 | [ 8 ]      |
| Earl Warren         | T-AO-207    | Earl Warren         | 30 avril 2022    | 28 octobre 2022 | En construction            | [ 9 ]      |
| Robert F. Kennedy   | T-AO-208    | Robert F. Kennedy   |                  |                 | En construction            | [ 10 ]     |
| Lucy Stone          | T-AO-209    | Lucy Stone          |                  |                 | Commandé                   | [ 11 ]     |
| Sojourner Truth     | T-AO-210    | Sojourner Truth     |                  |                 | Commandé                   | [ 11 ]     |
| Thurgood Marshall   | T-AO-211    | Thurgood Marshall   |                  |                 | Commandé                   | [ 12 ]     |
| Ruth Bader Ginsburg | T-AO-212    | Ruth Bader Ginsburg |                  |                 | Commandé                   | [ 13 ]     |